# Corte de inyección

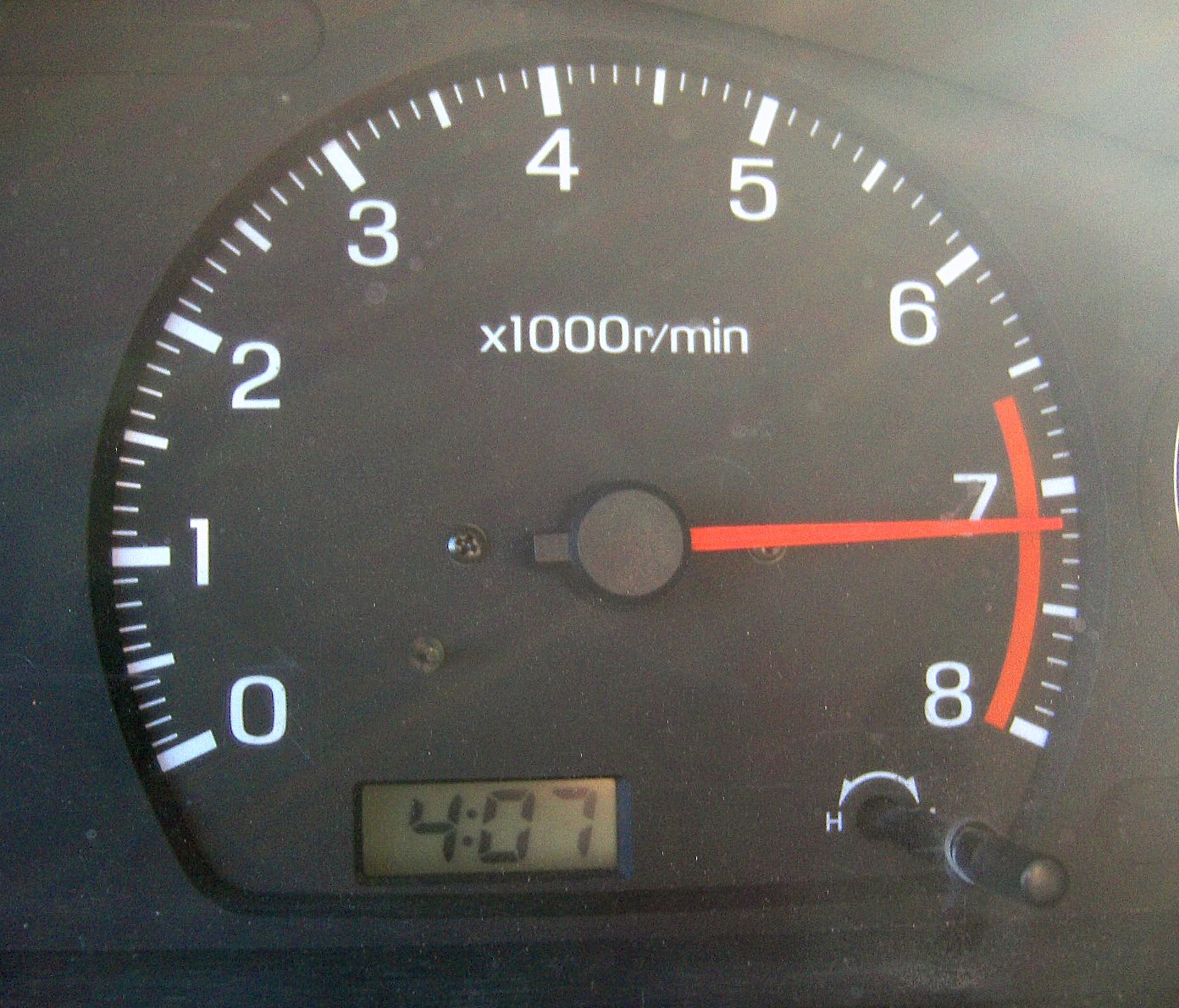
Tacómetro de un Nissan Sunny con motor GA16-DE

El corte de inyección es una interrupción controlada del suministro de combustible a un motor de combustión interna, cuando no es necesario un rendimiento, sino que el motor puede ser arrastrado por su inercia, aunque principalmente se utiliza para evitar que el motor exceda los límites de rpm establecidos por el fabricante, evitando que se dañe parte del motor. Puede haber un corte de inyección por exceso de velocidad. A partir de este punto, el motor no seguirá acelerando por girar demasiado rápido.
El primer sistema de corte de inyección fue utilizado por primera vez en los motores Diésel, donde la bomba de inyección se cierra si el acelerador está pisado a fondo y la velocidad del motor es demasiado alta. También se activa en caso de que el acelerador esté completamente suelto y el motor puede ser empujado por la propia inercia de la máquina que lo monta, generalmente un automóvil. Con los motores de gasolina, el corte de combustible se usa desde los años 1980, en los sistemas de inyección electrónica de combustible. El suministro de combustible de los inyectores de combustible se apagan en función de los parámetros de temperatura del motor, velocidad del motor, o la posición del pedal del acelerador.
En esencia, el sistema sirve a la economía de combustible. Entra en juego cuando se desea reducir la velocidad de la máquina y por lo tanto puede utilizar el motor como un freno (freno motor). No se debe usar el embrague para desacoplar el motor del resto de la transmisión, ya que entonces el motor se desconecta de la tracción y precisa volver a la quema de combustible para continuar su funcionamiento. Aunque es relativamente poco, es mucho más que con el uso del corte de inyección. Un ahorro de combustible se consigue, por consiguiente, con la conducción de anticipación, ya que el gas será retirado completamente antes de frenar. Así, se utiliza la energía cinética que ya tiene el vehículo y su aprovechamiento sería óptimo.
En los vehículos modernos equipados con una pantalla de consumo de combustible instantánea, en una computadora de a bordo se puede observar la diferencia entre el ralentí y corte de inyección muy bien. Cuando el corte de inyección entra en acción, la información obtenida en la pantalla es de 0.0 L/100 km. En algunos casos excepcionales, como en los automóviles de algunos fabricantes, en la pantalla se puede leer de 1 a 2 L/100 km (100 a 50,0 km/L) (235,3 a 117,6 mpgAm), a pesar de haber cortado la inyección.